# FG 42
L'FG 42 (Fallschirmjäger Gewehr 42 in italiano fucile da paracadutista modello 1942), fu un'arma individuale da fanteria utilizzata dalle truppe della Germania nazista, in particolar modo dai Fallschirmjäger, nella seconda guerra mondiale.
Progettata e sviluppata in Germania fra il 1941 ed il 1943, ideata per le truppe paracadutate della Luftwaffe (l'aeronautica militare tedesca). Risponde inoltre ai criteri di fucile da battaglia.

## Storia
Allo scoppio della seconda guerra mondiale, l'armamento individuale nelle squadre di paracadutisti della Luftwaffe era costituito per lo più da una pistola (Luger P08 o altri modelli), da una pistola mitragliatrice modello MP 38 o più raramente MP 18, e da Stielhandgranate 24. Il paracadutista non poteva lanciarsi trasportando con sé i normali fucili o mitragliatrici da fanteria, poiché era ritenuto troppo pericoloso: le armi molto lunghe (oltre 1 metro) potevano facilmente impigliarsi nelle corde del paracadute, durante la caduta, oppure ferire seriamente il paracadutista in fase di atterraggio. Pertanto, le armi individuali più pesanti (ad esempio, le mitragliatrici MG 34) venivano paracadutate a parte, chiuse in contenitori. Questi armamenti di rinforzo, ovviamente, tendevano a disperdersi nella zona di lancio e i paracadutisti, una volta giunti a terra, dovevano prima riuscire a recuperare le armi aggiuntive (a volte, sotto il fuoco nemico), per poi poterle utilizzare. Ne conseguiva che, nel frattempo, le squadre di paracadutisti potevano subire l'inferiorità nel "volume di fuoco" (colpi sparati per secondo) e nel raggio di azione delle armi, rispetto al nemico.
La questione aveva già preoccupato la Luftwaffe sin dal 1938; che ritenne opportuno ricorrere sempre più ad armi automatiche per i paracadutisti. All'inizio del 1940, l'industria bellica tedesca iniziò a fornire l'economica pistola mitragliatrice MP 40 (versione migliorata dalla MP 38); e la Luftwaffe fece in modo che tra i suoi paracadutisti in media almeno un soldato ogni quattro fosse dotato di queste armi automatiche. Tuttavia, la soluzione di adottare un gran numero di MP40 non poteva considerarsi definitiva, né pienamente sostitutiva dei fucili in quanto, sebbene la MP40 fosse una valida pistola mitragliatrice negli scontri ravvicinati con il nemico, la sua efficacia precipitava se usata su bersagli oltre i 200 metri.
Pertanto, i paracadutisti tedeschi non potevano dotarsi di sole pistole automatiche senza rimanere troppo svantaggiati nella gittata di fuoco e nella precisione di tiro. Quasi contemporaneamente all'adozione dei nuovi MP 40, in attesa di poter disporre di un fucile mitragliatore, o quantomeno di un fucile semi-automatico, di dimensioni contenute (meno di 1 metro di lunghezza complessiva), nei primi mesi del 1940 la Luftwaffe adottò, per quei suoi Paracadutisti non ancora armati di pistole mitragliatrici, una carabina di produzione Ceca, la Gewehr 33/40: una variante del fucile Mauser Karabiner 98k da 7.92 mm a ripetizione manuale. Questa variante era caratterizzata da calcio pieghevole e canna più corta, rispetto al Kar98k, in modo tale che poteva essere trasportata in sicurezza dal paracadutista, specie durante le delicate fasi del volo in aria, dopo il lancio dall'aereo da trasporto, e dell'atterraggio. Sebbene il Gewehr 33/40 fosse un'arma balisticamente "valida", in quanto camerava la potente munizione 7,92 × 57 mm Mauser e risultasse abbastanza precisa nel tiro anche oltre i 500 metri, soffriva comunque della pesante limitazione di non essere un'arma automatica.
Con questa organizzazione degli armamenti, risultava che il paracadutista armato con Gewehr 33/40 era tatticamente utile per fronteggiare nemici a medie distanze; mentre il paracadutista armato con MP38 od MP40 era tatticamente utile negli scontri ravvicinati. Tuttavia, bisognava considerare il fatto che le squadre di paracadutisti, dopo il lancio dagli aerei da trasporto, potevano atterrare sul campo di battaglia anche con notevole dispersione; quindi la cooperazione, fra i differenti tipi di armi, poteva venire a mancare proprio nel momento di bisogno.

## Caratteristiche

### Descrizione tecnica
L'FG 42 camerava la munizione d'ordinanza della Wehrmacht: la 7,92 × 57 mm Mauser, che offriva un'ottima potenza di fuoco; e poteva sparare sia in modalità di fuoco semiautomatico ("Einzelfeuer", un colpo per ciascun tiro di grilletto, con ricarica automatica del colpo successivo) ad "otturatore chiuso", per il tiro di precisione; oppure in modalità di fuoco automatico ("Dauerfeuer", 750 colpi al minuto, finché si manteneva il grilletto in tiro) ad "otturatore aperto", per il tiro come mitragliatrice. Se il tiratore voleva cambiare modalità di fuoco, doveva prima agire sulla levetta del selettore di tiro, poi agire sulla leva dell'otturatore. Questo sistema era un po' macchinoso, ma consentiva effettivamente di avere un fucile da battaglia ed un fucile mitragliatore in una singola arma; e il tutto con un peso assai contenuto ed una lunghezza inferiore ad 1 metro, rendendo l'FG 42 agile e maneggevole come se fosse un mitra o pistola mitragliatrice.
L'FG 42/I fu adottato ufficialmente nel 1942, ma la prima versione fu prodotta in soli 2.000 esemplari, per vari motivi. Innanzitutto, il progetto originario dell'arma prevedeva un eccessivo impiego di acciaio al manganese, che a causa della guerra era divenuto piuttosto raro. Questo elemento, unito alla complessità del castello dell'arma, che richiedeva molti pezzi lavorati al tornio, rendeva l'FG 42/I troppo costoso e lento da produrre, per una fornitura su vasta scala alle truppe combattenti. Inoltre, l'arma dimostrò una serie di piccoli ma spiacevoli difetti di progettazione: lo smorzatore di fiamma non era adeguato; il bipiede tendeva a piegarsi durante il fuoco automatico; l'espulsione dei bossoli non era abbastanza efficiente; l'impugnatura e il calcio erano un po' scomodi da usare, specie nel tiro dal fianco e da terra. La strana impugnatura ad assetto molto inclinato era stata concepita, inizialmente, perché si immaginava la possibilità, per il paracadutista ancora in volo con il paracadute, di usare anticipatamente il fucile, prima di giungere a terra, sparando verso il basso contro i nemici (più che altro come "fuoco di auto-copertura"). Tale intuizione si rivelò, invece, di scarsa utilità.
Tuttavia, poiché l'idea alla base dell'FG 42 sembrava davvero buona, i progettisti revisionarono attentamente e profondamente il progetto originario, arrivando nel giro di un anno ad una seconda versione, decisamente più riuscita. L'FG 42/II utilizzava il più comune acciaio al carbonio; il castello impiegava alcuni pezzi stampati, anziché lavorati al tornio; l'espulsione dei bossoli fu migliorata; e fu adottato un nuovo smorzatore di fiamma. L'arma montava inoltre un nuovo calcio ed impugnature in legno, più comodi da usare. Fu migliorata anche l'impugnatura in legno sotto la canna, per attutire un po' meglio l'effetto calore. Quanto al bipiede, fu spostato dal centro verso l'esterno della canna, e reso pieghevole verso l'interno, in modo tale da rimanere ben fisso durante il fuoco da terra. Alla fine, l'FG 42/II risultò un'arma esteticamente molto diversa dall'FG 42/I, e più pesante di quasi 1 kg. Anche dal punto di vista meccanico, le differenze fra le due versioni erano tali che neppure i caricatori delle munizioni erano intercambiabili.
Nonostante i notevoli miglioramenti introdotti con la seconda versione, la produzione dell'FG 42/II si fermò comunque ad una quota non molto elevata: 5.000 unità. Rimaneva il problema, difatti, che trattavasi di un'arma molto sofisticata e molto costosa, quindi logicamente più adatta a piccoli reparti di élite molto esperti, che non alla produzione di massa per le forze armate.

### Il sistema d'arma

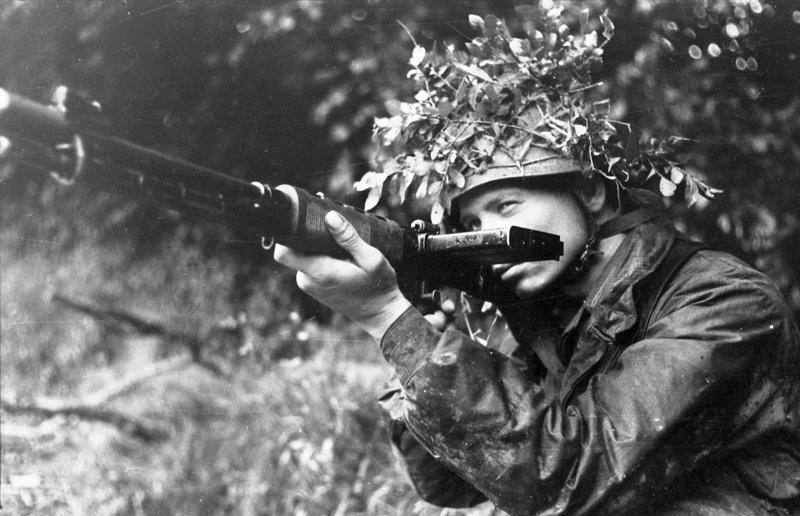
Un Fallschirmjäger, in assetto da battaglia, posa per la foto con un FG 42/I.

Date tutte le problematiche intorno al difficile ruolo delle truppe paracadutiste, alla fine del 1940 l'Oberkommando der Luftwaffe ritenne che l'equipaggiamento dei propri paracadutisti fosse comunque inadeguato per le esigenze di una guerra moderna, basata sulla mobilità e sulla rapidità di azione. Pertanto, vennero emesse le specifiche all'industria bellica tedesca per la progettazione di un innovativo "fucile da paracadutista". Tale nuova arma avrebbe dovuto raccogliere in se stessa, senza risultare troppo pesante da maneggiare, tutti i vantaggi del:
- Fucile di precisione (potenza e precisione di tiro a lungo raggio)
- Pistola mitragliatrice (mitra agile e maneggevole per scontri improvvisi o ravvicinati)
- Mitragliatrice di squadra (fuoco devastante contro nemici numerosi)

Ciò in modo tale che ogni singolo paracadutista, dotato di questo innovativo fucile, potesse disporre di tutta la potenza di fuoco di cui abbisognava, al momento giusto e nel posto giusto.
La commissione della nuova arma all'industria bellica tedesca venne ordinata dall'Ufficio LC-6, preposto alla fornitura di armi alla Luftwaffe, che presentò il seguente capitolato per la progettazione e lo sviluppo dell'arma:
- Calibro da fucile, con impiego della munizione 7,92 × 57 mm Mauser, standard nella Wehrmacht.
- Funzionamento automatico, con selettore di tiro per fuoco di precisione o a raffica.
- Lunghezza massima assoluta di 1 metro, per essere impiegato dalle truppe aviotrasportate.
- Peso contenuto, possibilmente non superiore a quello di un normale fucile da fanteria.
- Possibilità di impiego come fucile da cecchino con mira ottica.
- Possibilità di impiego per il lancio di granate da fucile.
- Struttura robusta, per l'eventuale combattimento "corpo a corpo" alla baionetta.

La richiesta della Luftwaffe all'industria bellica tedesca era un concetto ancora sconosciuto all'epoca; un concetto che oggi si chiama sistema d'arma ed è alla base di molti moderni fucili d'assalto. Per sistema d'arma si intende un'arma multiruolo o multifunzione, ovvero capace di operare tatticamente in vari modi diversi. Si trattava di un'idea decisamente "futuristica" per l'epoca. Il Comandante in Capo della Luftwaffe, il Maresciallo del Reich Hermann Göring si vantava di essere stato l'ideatore iniziale del sistema d'arma FG 42; ma non ci sono prove concrete al riguardo. È certo, invece, che l'FG 42, nonostante alcuni iniziali difetti di progettazione, si rivelò una delle migliori armi da fanteria della seconda guerra mondiale.

## Accessori
Era sia un fucile di precisione in modalità semiautomatica che una mitragliatrice leggera. Sia l'FG 42/I che l'FG 42/II erano dotati di mirini ottici Zeiss con zoom manuale fino a 4 ingrandimenti; lenti di buona qualità che garantivano eccellente precisione di tiro, quantomeno fino a 600 metri (la gittata efficace dell'arma poteva raggiungere, comunque, i 1000 metri). A seconda della necessità del momento, il tiratore poteva decidere se installare o no il mirino ottico, che faceva parte della dotazione standard dell'FG 42 (ciascun soldato aveva un mirino ottico in dotazione). Verso la fine del 1944 comparvero anche speciali mirini ottici infrarossi, per il tiro notturno (costosi e poco diffusi).
Entrambe le versioni dell'FG 42, per l'eventuale combattimento "corpo a corpo", erano munite di una baionetta "a spiedo" del tutto analoga a quella del francese MAS 36, di norma a riposo al di sotto della canna. La baionetta fu installata sull'FG 42 giusto per soddisfare le richieste da capitolato; ma probabilmente non fu molto utilizzata, poiché nella seconda guerra mondiale (specie dal 1943 in poi) le armi automatiche erano abbastanza diffuse, e gli scontri "corpo a corpo" decisamente rari.
Sempre per rispettare le richieste da capitolato, fu prevista la possibilità di lanciare granate da fucile: era sufficiente montare sulla canna dell'FG 42 un accessorio per innestare le stesse, potenti granate da fucile già impiegate con il Mauser Karabiner 98k. Lo sparo avveniva con il semplice tiro del grilletto, in modalità di fuoco semiautomatico, utilizzando però apposite munizioni speciali "da lancio", in luogo delle munizioni standard. Sebbene molto efficace in alcune situazioni tattiche particolari, l'impiego di granate da fucile non era molto congeniale alla natura dell'FG 42; poiché avendo una canna più corta del fucile ordinario Mauser, lo stress meccanico a cui veniva sottoposta l'arma era maggiore.

## Utilizzo

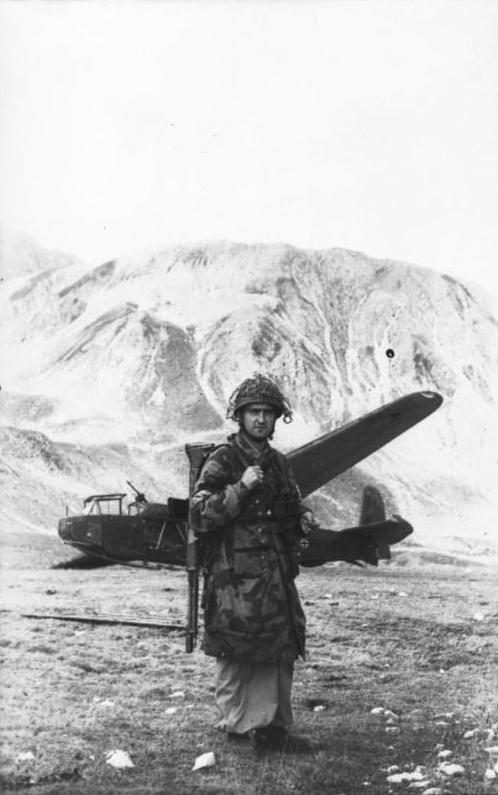
Foto di uno dei paracadutisti, armato di FG 42/I, che presero parte all'operazione Quercia che il 12 settembre 1943 liberò Benito Mussolini dalla prigionia sul Gran Sasso. Sullo sfondo, uno degli alianti usati dai paracadutisti tedeschi per compiere il raid.

Il primo impiego in azione dell'FG 42, documentato da fotografie, risale al 12 settembre 1943, quando un Commando di paracadutisti tedeschi (Fallschirmjäger-Lehrbataillon), cui partecipa il famoso Capitano delle SS, Otto Skorzeny, effettua un Raid sul Gran Sasso, in Abruzzo, per liberare Benito Mussolini dalla prigionia, dopo il suo arresto il 25 luglio 1943.
Successivamente, gli FG 42 comparvero nella Battaglia di Montecassino; nonché durante lo Sbarco degli Alleati in Normandia e nei combattimenti dei mesi successivi sul Fronte Occidentale, sino alla fine della Guerra in Europa nel maggio 1945. L'impiego nel Fronte Orientale fu piuttosto limitato; mentre il campo di battaglia che conobbe il maggior numero di FG 42 schierati fu l'Offensiva delle Ardenne.
In tutti i casi, l'FG 42 compariva quasi sempre a seguito delle truppe paracadutiste tedesche; più che altro schierate come fanteria d'élite a fianco della Wehrmacht (dopo la Battaglia di Creta del 1941, i lanci dal cielo di paracadutisti tedeschi furono piuttosto rari). C'è da dire, inoltre, che il Maresciallo del Reich Hermann Göring, comandante in Capo della Luftwaffe, era molto orgoglioso dell'FG 42 (lo riteneva una propria idea), e fece in modo che l'arma rimanesse quasi esclusivamente nelle mani della Luftwaffe: solo alcuni reparti di élite delle SS riuscirono ad adottarla, all'infuori dei paracadutisti.

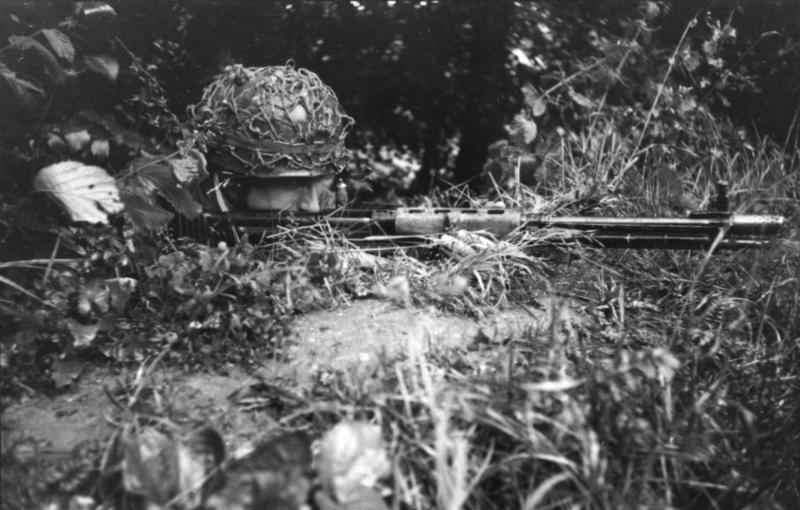
Paracadutista sul fronte francese armato di FG 42, in tenuta mimetica (giugno 1944)

In azione, l'FG 42 si dimostrò un'arma individuale potente, versatile, multiruolo, adatta sia come fucile di precisione, sia al tiro dal fianco come mitra, sia come mitragliatrice di squadra. In particolare, la versione FG 42/II si dimostrò molto migliore della FG 42/I. Tuttavia, era effettivamente un'arma per reparti di élite ben addestrati al suo impiego; non era adatta al comune soldato di fanteria con poca esperienza.
Fu anche un'arma piuttosto difficile da maneggiare; infatti a causa delle potenti munizioni impiegate, rispetto alla relativa leggerezza dell'arma, il rinculo conseguente allo sparo era piuttosto forte; e la canna si scaldava facilmente. In particolare, nella modalità di fuoco automatico, l'FG 42 si mostrava un'arma difficoltosa da mantenere in puntamento; se non con brevi raffiche da pochi colpi. Un uso eccessivo nella modalità di fuoco automatico, con arma al fianco o a spalla, faceva sì che la mano sinistra del tiratore, che normalmente reggeva il fucile, soffrisse molto calore e venisse annerita dalle polveri di scarico della combustione. Tutti questi fattori mettevano il tiratore in seria difficoltà nel prendere la mira, se poco esperto. I risultati migliori si ottenevano nel tiro di precisione con mirino ottico, in modalità semiautomatica; oppure nel tiro da terra con l'FG 42 appoggiato sul bipiede e tiratore sdraiato a terra. Anche nel tiro notturno, l'FG 42 richiedeva una certa esperienza tattica, da parte del soldato; poiché le fiammate generate dai colpi - a causa della scarsa lunghezza della canna, in rapporto alla potenza delle munizioni - tendevano ad "accecare" momentaneamente il tiratore, nonché a rendere evidente la sua posizione al nemico. Pertanto, il tiro notturno con FG 42 doveva essere occasionale, limitato alla necessità, e il soldato doveva cambiare postazione abbastanza frequentemente, per non rischiare di essere investito dall'eventuale fuoco di risposta del nemico.

## Nella cultura di massa
- L'FG 42 compare tra le armi presenti in alcuni videogiochi come Return to Castle Wolfenstein e nella serie di Brothers in Arms[7]. Appare inoltre in Call of Duty 3.[8], in Wolfenstein Enemy Territory, in Sniper Elite 4, in Call of Duty: World at War e in Call of Duty: World War II. La FG 42 appare anche in Return to Castle Wolfenstein, in CRSED (Ex- Cuisine Royale), nelle mappe "Para" di Day of Defeat, in Battlefield V e in Enlisted sia in versione FG 42/I e FG 42/II